# Philip Heijnen

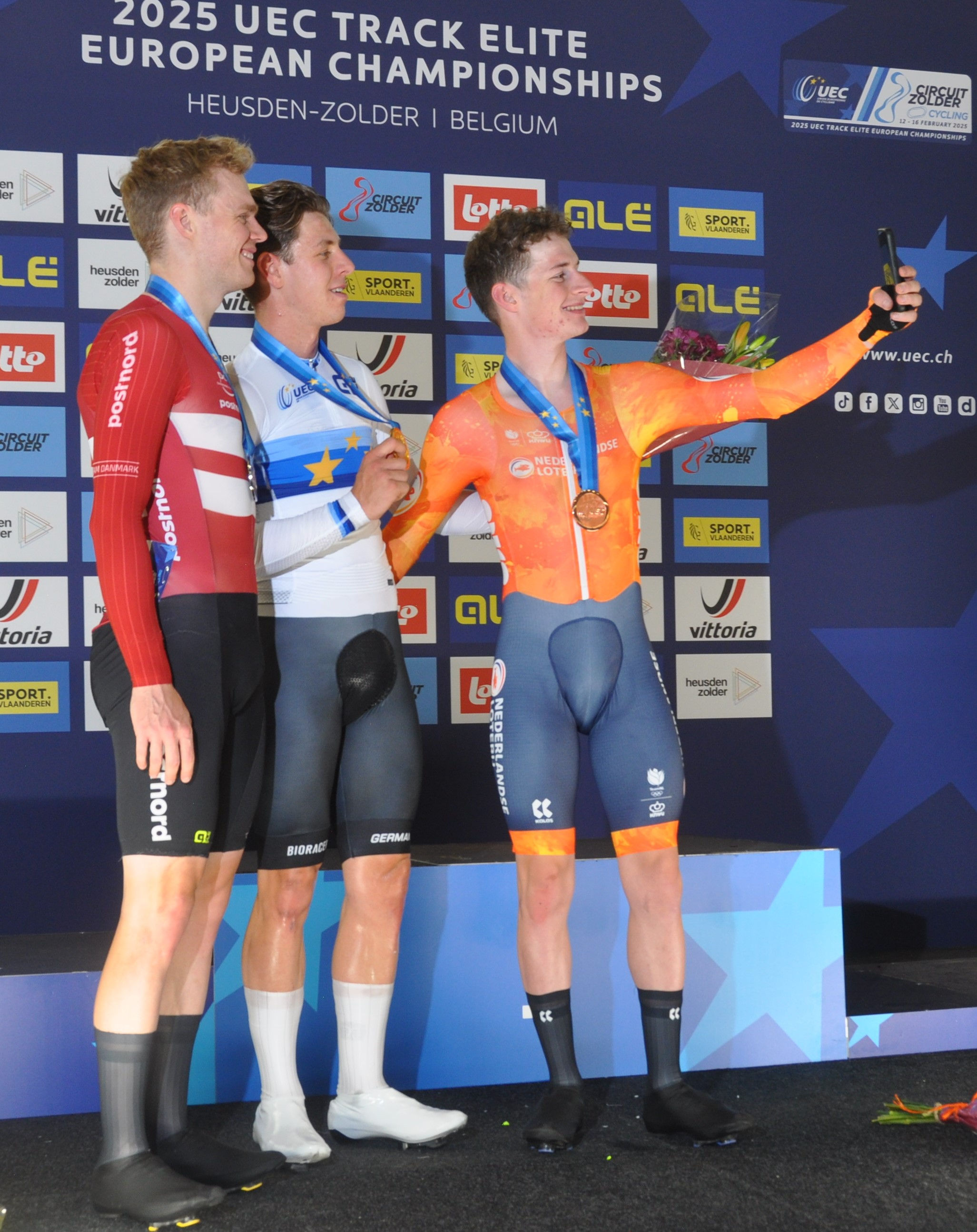
Heijnen (r.) nach dem Gewinn der Bronzemedaille im Omnium bei der EM 2025, (v. l. n. r.) : Niklas Larsen und Tim Torn Teutenberg

Philip Heijnen (* 25. Juni 2000 in Oeffelt) ist ein niederländischer Radrennfahrer, der auf Bahn und Straße aktiv ist.

## Sportlicher Werdegang
Mit elf Jahren fuhr Philip Heijnen sein erstes Radrennen für den lokalen Verein in Uden, im Jahr darauf erstmals auf einer Radrennbahn. Mehrere Jahre lang fuhr ihn sein Vater zum Training nach Amsterdam. Heute (2021) trainierte er in Apeldoorn. 2019 wurde er gemeinsam mit Enzo Leijnse, Maikel Zijlaard, Casper van Uden und Vincent Hoppezak niederländischer Meister in der Mannschaftsverfolgung sowie im Dernyrennen. Der Trainer Fulco van Gulik brachte ihn mit Hoppezak für das Zweier-Mannschaftsfahren zusammen, und bei den U23-Europameisterschaften errangen die beiden Fahrer gemeinsam die Bronzemedaille in dieser Disziplin. Beim Belgion Track Meeting im April 2022 stürzte Heijnen im Punktefahren des Omniums und verletzte sich an mehreren Wirbeln.
Trotz dieser Verletzung war 2022 ein erfolgreiches Jahr für Heijnen: Bei den U23-Europameisterschaften im Zweier-Mannschaftsfahren wurde er mit Yanne Dorenbos Europameister und gewann Bronze im Omnium. Zudem wurde er dreifacher nationaler Meister. In der Elite gewann er von 2023 bis 2025 bei Welt- und Europameisterschaften drei Bronzemedaillen in verschiedenen Ausdauerdisziplinen.

## Erfolge

### Bahn
2019
- Niederländischer Meister – Mannschaftsverfolgung (mit Enzo Leijnse, Maikel Zijlaard, Casper van Uden und Vincent Hoppezak)
- Niederländischer Meister – Dernyrennen (hinter Peter Möhlmann)[3]

2021
- U23-Europameisterschaft – Zweier-Mannschaftsfahren (mit Vincent Hoppezak)
- Niederländischer Meister – Dernyrennen (hinter René Kos)[4]

2022
- U23-Europameister – Zweier-Mannschaftsfahren (mit Yanne Dorenbos)
- U23-Europameisterschaft – Omnium
- Niederländischer Meister – Dernyrennen (hinter Peter Möhlmann)[5], Punktefahren, Zweier-Mannschaftsfahren (mit Matthijs Büchli)

2023
- Europameisterschaft – Ausscheidungsfahren

2024
- Weltmeisterschaft – Punktefahren

2025
- Europameisterschaft – Omnium